# グレゴリー・トニー
グレゴリー・トニー（Grégory Tony、1978年5月27日 - ）は、フランスの男性キックボクサー、プロボクサー。ヴァール県サン＝ラファエル出身。ボクシングクラブトール所属。元WAKO PROローキック世界スーパーヘビー級王者。

## 来歴
2008年2月9日、KO World Seriesのヘビー級トーナメントに出場。1回戦でアレクセイ・イグナショフに判定勝ち、決勝でもKO勝ちし、優勝。
2008年9月27日、WFC 6のワンマッチでフランソワ・ボタと対戦。合計5度のダウンを奪い大差の判定勝利（1、2、3回目のダウンがパンチ4、5回目のダウンがローキック）。

## キックボクシング、ボクシングの両立
またこの頃からボクシングにも参戦し、今は両立をしている。
ボクシングではフランス王者になり、アフリカアマ王者であり、アテネ五輪ベスト4のカルロス・タカムからダウン奪って勝利するなどの成績を収める。

## 戦績
| 勝敗 | 対戦相手                     | 試合結果                                | 大会名                                                    | 開催年月日     |
| ×    | イゴール・ユルコヴィッチ     | 2R TKO(ボディフック)                    | Glory 2: Brussels                                         | 2012年10月6日  |
| ○    | イゴール・ミハエルヴィッチ   | 4R KO                                   | K1 Rules World Championship                               | 2012年4月7日   |
| ×    | バダ・ハリ                   | 1R TKO(右ストレート)                    | It's Showtime 2011 Lyon                                   | 2011年5月14日  |
| △    | Fabrice Aurieng              | 5R終了                                  | Trophée Bad Panther                                       | 2009年12月18日 |
| ○    | フランソワ・ボタ             | 5R終了 判定3-0                          | WFC6 【ワンマッチ】                                       | 2008年9月27日  |
| ○    | スティパン・ラディック       | 1R KO                                   | KO World Series 【ヘビー級 決勝】                         | 2008年2月9日   |
| ○    | アレクセイ・イグナショフ     | 3R終了 判定3-0                          | KO World Series 【ヘビー級 1回戦】                        | 2008年2月9日   |
| ×    | ザビット・サメドフ           | 3R KO                                   | KT Kickboxing Tournament 【決勝】                         | 2007年1月27日  |
| ○    | Mark Bos                     | 2R TKO                                  | KT Kickboxing Tournament 【準決勝】                       | 2007年1月27日  |
| ○    | Daniele Petroni              | 1R KO                                   | KT Kickboxing Tournament 【1回戦】                        | 2007年1月27日  |
| ×    | ダニエル・ギタ               | 2R KO（右フック）                       | Local Kombat 24                                           | 2006年12月16日 |
| ×    | ロドニー・ファベイラス       | 判定                                    | K-1 Cararias【決勝】                                      | 2006年6月16日  |
| ○    | Venevicius Vaidotas          | 判定                                    | K-1 Cararias【準決勝】                                    | 2006年6月16日  |
| ○    | エロール・ジマーマン         | 3R終了 判定                             | K-1 Cararias【1回戦】                                     | 2006年6月16日  |
| ○    | ダニエル・ギタ               | 1R KO（右ハイキック）                   | Local Kombat 19                                           | 2006年3月10日  |
| ○    | パトリス・カルテロン         | 判定                                    | Nuit des Champions                                        | 2005年11月26日 |
| ○    | ピーター・マエストロビッチ   | 3R終了 判定3-0                          | K-1 WORLD GP 2005 in PARIS 【EUROPE GP リザーブファイト】 | 2005年5月27日  |
| ×    | アレクサンダー・ウスティノフ | 3R終了 判定0-3                          | K-1 Italy 2005 Oktagon 【準決勝】                         | 2005年4月16日  |
| ○    | セルゲイ・グール             | 3R終了 判定3-0                          | K-1 Italy 2005 Oktagon 【1回戦】                          | 2005年4月16日  |
| ×    | ハンベルト・エボラ           | 3R終了 判定1-2                          | K-1 WORLD GP 2004 in Marseilles 【準決勝】                | 2004年1月23日  |
| ○    | ツォルト・レクナー           | 3R 1:00 TKO                             | K-1 WORLD GP 2004 in Marseilles 【1回戦】                 | 2004年1月23日  |
| ×    | アレクサンダー・ウスティノフ | 2R 2:40 KO（右ローキック）              | K-1 WORLD GP 2003 in Paris 【1回戦】                      | 2003年6月14日  |
| ○    | アゼム・マクスタイ           | 3R終了 判定3-0                          | K-1 WORLD GP 2003 世界地区予選 フランス大会 【決勝】      | 2003年1月24日  |
| ○    | ファブリース・ベルナルディン | 2R 0:59 KO                              | K-1 WORLD GP 2003 世界地区予選 フランス大会 【準決勝】    | 2003年1月24日  |
| ○    | ダニエル・ヴィチェコブスキー | 3R終了 判定3-0                          | K-1 WORLD GP 2003 世界地区予選 フランス大会 【1回戦】     | 2003年1月24日  |
| ×    | マイケル・マクドナルド       | 3R終了 判定0-3                          | K-1 WORLD GP 2002 in LAS VEGAS 【世界最終予選 準決勝】    | 2002年8月17日  |
| ○    | ピーター・ボンドラチェック   | 1R 2:48 KO（2ノックダウン：パンチ連打） | K-1 WORLD GP 2002 in LAS VEGAS 【世界最終予選 1回戦】     | 2002年8月17日  |
| ○    | アゼム・マクスタイ           | 5R終了 判定2-0                          | K-1 WORLD GP 2002 in Paris                                | 2002年5月25日  |
| ○    | アゼム・マクスタイ           | 3R終了 判定                             | K-1 WORLD GP 2002 世界地区予選マルセイユ大会 【決勝】     | 2002年1月25日  |
| ○    | フィリップ・ゴミス           | 1R 2:57 KO                              | K-1 WORLD GP 2002 世界地区予選マルセイユ大会 【準決勝】   | 2002年1月25日  |
| ○    | カリム・アウーアデン         | 1R 0:50 KO                              | K-1 WORLD GP 2002 世界地区予選マルセイユ大会 【1回戦】    | 2002年1月25日  |
| ○    | ユルゲン・クルト             | 反則                                    | K-1 WORLD GP 2001 世界地区予選スカンジナビア大会          | 2001年6月9日   |

## 獲得タイトル
- K-1 WORLD GP 2002 世界地区予選 マルセイユ大会 優勝（2002年）
- K-1 WORLD GP 2003 世界地区予選 フランス大会 優勝（2003年）
- WKBCムエタイ世界ヘビー級王座（2005年）
- フランスヘビー級王座（2009年）
- WAKO PROローキック世界スーパーヘビー級王座（2012年）
- WKN K-1世界スーパーヘビー級王座（2014年）